# Lijst van nummer 1-hits in Ierland in 2014
Deze hits stonden in 2014 op nummer 1 in de Ierse Single Top 100, de bekendste hitlijst in Ierland.
| Datum        | Artiest                               | Titel                            |
| ------------ | ------------------------------------- | -------------------------------- |
| 2 januari    | Pharrell Williams                     | Happy                            |
| 9 januari    | Pharrell Williams                     | Happy                            |
| 16 januari   | Pharrell Williams                     | Happy                            |
| 23 januari   | Pharrell Williams                     | Happy                            |
| 30 januari   | Pharrell Williams                     | Happy                            |
| 6 februari   | Pharrell Williams                     | Happy                            |
| 13 februari  | Pharrell Williams                     | Happy                            |
| 20 februari  | Clean Bandit & Jess Glynne            | Rather Be                        |
| 27 februari  | Clean Bandit & Jess Glynne            | Rather Be                        |
| 6 maart      | Pharrell Williams                     | Happy                            |
| 13 maart     | Pharrell Williams                     | Happy                            |
| 20 maart     | Duke Dumont & Jax Jones               | I Got U                          |
| 27 maart     | 5 Seconds of Summer                   | She Looks So Perfect             |
| 3 april      | Pharrell Williams                     | Happy                            |
| 10 april     | Pharrell Williams                     | Happy                            |
| 17 april     | Pharrell Williams                     | Happy                            |
| 24 april     | John Legend                           | All of Me                        |
| 1 mei        | Calvin Harris                         | Summer                           |
| 8 mei        | John Legend                           | All of Me                        |
| 15 mei       | Ed Sheeran                            | Sing                             |
| 22 mei       | Sam Smith                             | Stay with Me                     |
| 29 mei       | Sam Smith                             | Stay with Me                     |
| 5 juni       | Sam Smith                             | Stay with Me                     |
| 12 juni      | Ella Henderson                        | Ghost                            |
| 19 juni      | 5 Seconds of Summer                   | Don't Stop                       |
| 26 juni      | Ella Henderson                        | Ghost                            |
| 3 juli       | Ariana Grande & Iggy Azalea           | Problem                          |
| 10 juli      | Ella Henderson                        | Ghost                            |
| 17 juli      | Ella Henderson                        | Ghost                            |
| 24 juli      | Cheryl Cole & Tinie Tempah            | Crazy Stupid Love                |
| 31 juli      | Ella Henderson                        | Ghost                            |
| 7 augustus   | Ella Henderson                        | Ghost                            |
| 14 augustus  | Milky Chance                          | Stolen Dance                     |
| 21 augustus  | Milky Chance                          | Stolen Dance                     |
| 28 augustus  | Lilly Wood & The Prick & Robin Schulz | Prayer in C (Robin Schulz remix) |
| 4 september  | The Script                            | Superheroes                      |
| 11 september | Lilly Wood & The Prick & Robin Schulz | Prayer in C (Robin Schulz remix) |
| 18 september | Lilly Wood & The Prick & Robin Schulz | Prayer in C (Robin Schulz remix) |
| 25 september | Lilly Wood & The Prick & Robin Schulz | Prayer in C (Robin Schulz remix) |
| 2 oktober    | Meghan Trainor                        | All About That Bass              |
| 9 oktober    | Meghan Trainor                        | All About That Bass              |
| 16 oktober   | Meghan Trainor                        | All About That Bass              |
| 23 oktober   | Meghan Trainor                        | All About That Bass              |
| 30 oktober   | Ed Sheeran                            | Thinking Out Loud                |
| 6 november   | Ed Sheeran                            | Thinking Out Loud                |
| 13 november  | Ed Sheeran                            | Thinking Out Loud                |
| 20 november  | Band Aid 30                           | Do They Know It's Christmas?     |
| 27 november  | Band Aid 30                           | Do They Know It's Christmas?     |
| 4 december   | HomeTown                              | Where I Belong                   |
| 11 december  | Band Aid 30                           | Do They Know It's Christmas?     |
| 18 december  | Mark Ronson & Bruno Mars              | Uptown Funk                      |
| 25 december  | Mark Ronson & Bruno Mars              | Uptown Funk                      |